# Aubrey Thomas de Vere

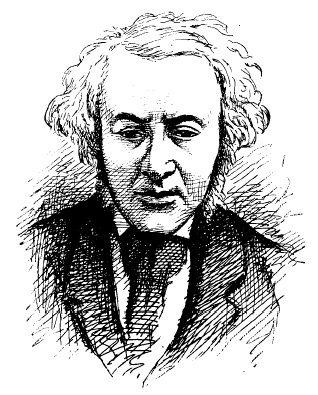
Aubrey Thomas de Vere 1887.

Aubrey Thomas de Vere, född den 10 januari 1814 på Curragh Chase, grevskapet Limerick, död den 20 januari 1902 i London, var en irländsk författare.

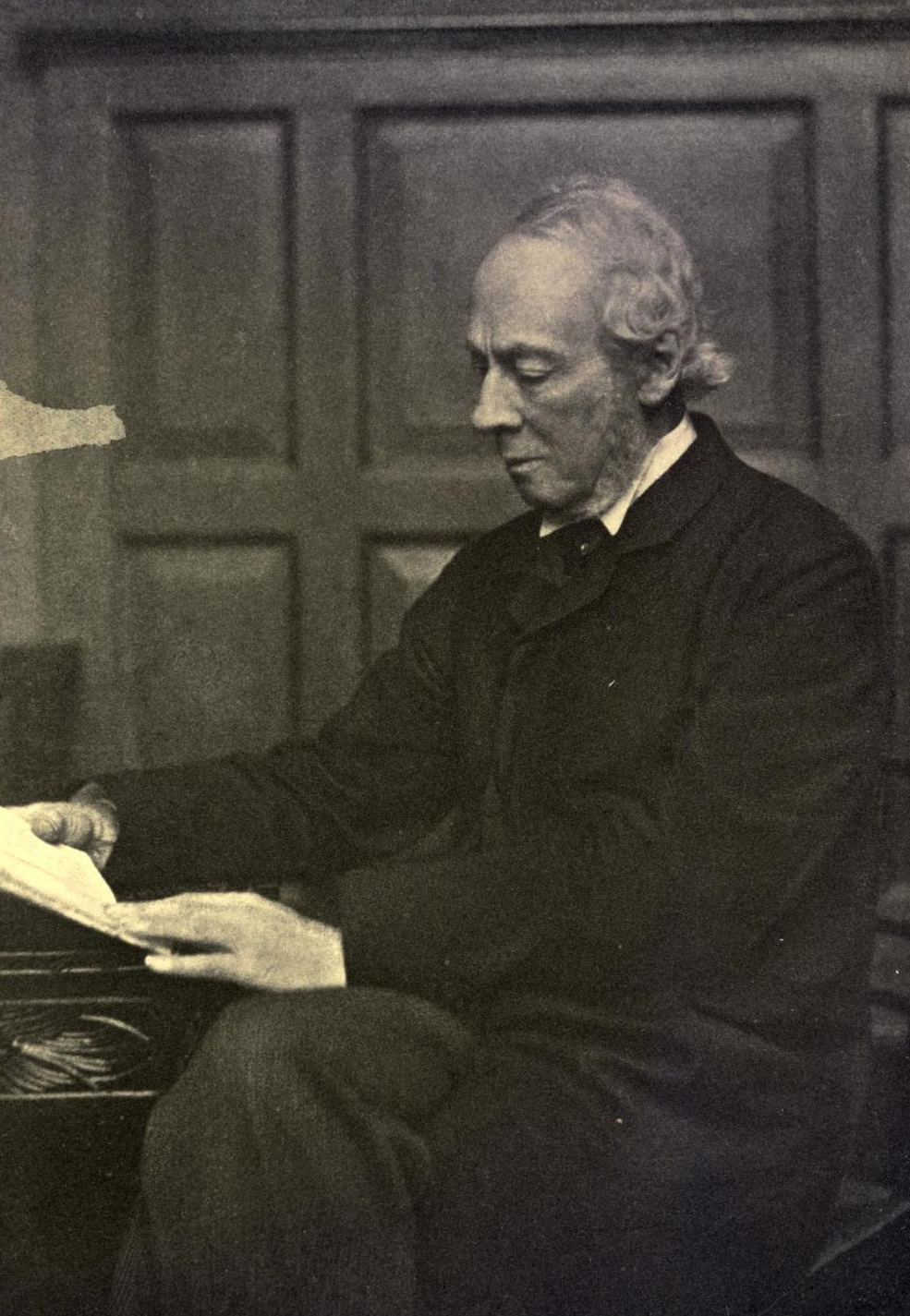
Aubrey Thomas de Vere

de Vere studerade i Dublin samt ägnade sig sedan åt litteratur och kritik. Hans första arbete var ett lyriskt skådespel, The Waldenses (1842), följt av dikter (The Sisters 1861, The Infant Bridal 1864, Irish Odes 1869, Legends of St. Patrick 1872, Legends of the Saxon Saints 1879), irländskt politiska uppsatser (English Misrule and Irish Misdeeds 1848), essäer (2 samlingar 1887 och 1889) samt ytterligare två versifierade skådespel, Alexander the Great (1874) och St. Thomas of Canterbury (1876). 
de Vere var en lärjunge till Wordsworth; allvarlig meditation och religiös hänförelse är grundstämningen i hans verk, som, sedan de Vere 1850 övergått till romersk-katolska kyrkan, präglas av starkt kyrklig tendens. Hans dikter med motiv från Irlands medeltid är de mest kända, liksom hans strävan att göra den keltiska kulturen till föremål för modernt studium anses som hans viktigaste initiativ.